# Marina Goliadkina
Marina Sergeevna Goliadkina (en russe : Марина Сергеевна Голядкина), née le 13 juin 1997 à Donetsk en Ukraine, est une nageuse synchronisée ukrainienne puis russe.
Elle représente d'abord l’Ukraine en natation synchronisée et remporte notamment une médaille de bronze aux Championnats du monde de natation 2013. Elleintègre la formation russe en août 2014 et obtient la nationalité russe en 2015.
Représentant la Russie, elle remporte plusieurs médailles aux championnats du monde ou aux championnats d'Europe à partir de 2016
Elle remporte la médaille d'or du ballet aux Jeux olympiques d'été de 2020 à Tokyo.